# Hemagglutinatie

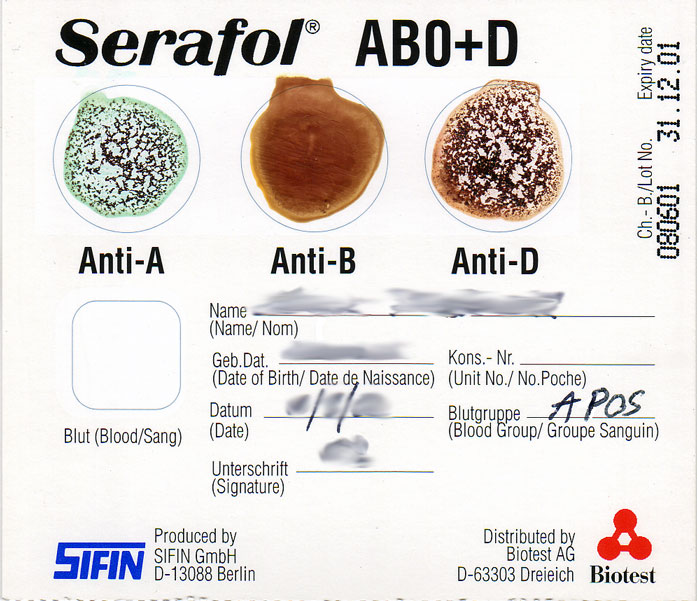
Bloedgroepbepaling, zowel bij anti-A als anti-D treedt klontering op

Hemagglutinatie is agglutinatie (klontering) van rode bloedcellen. De methode wordt doorgaans voor twee doeleinden gebruikt in het lab: het bepalen van de bloedgroep en het tellen van virussen.

## Viraal Hemagglutinatie Assay
Het tellen van influenza virussen werd in 1941 ontwikkeld door G.K. Hirst. Het was in die tijd de eerste snelle assay om eukaryotische virussen te kunnen aantonen.